# Mårten Palme
Mårten Palme (né le 31 octobre 1961 à Stockholm, en Suède) est un professeur d'économie à l'université de Stockholm. Il appartient à la famille Palme et est le deuxième fils du défunt Premier ministre suédois Olof Palme et de son épouse Lisbet Palme, et le frère de Joakim et de Mattias.
Le soir de l'assassinat d'Olof Palme, Mårten Palme et sa petite amie avaient rejoint ses parents et s'étaient rendus à un cinéma où ils ont regardé Les frères Mozart. Quand Mårten et sa petite amie ont quitté ses parents après le cinéma, ils ont vu un homme qui a suivi Olof Palme. Cet homme est reconnu comme le meurtrier d'Olof Palme et a été appelé Grandmannen.